# Свети Йоаким и Ана (Смоличано)
„Свети Йоаким и Ана“ е българска църква в село Смоличано, община Невестино, област Кюстендил.
Църквата се намира при манастира „Света Ана“ над скална ниша с водопад и аязмо край селото. Построена е върху основите на средновековна църква през 1888 година. Стенописите са изпълнени от живописеца Георги Попалексов (1851 – 1919) от село Дебели лаг. Според сондажни проучвания съществува по ранен живописен слой, който се датира от XVII век. Иконостасът е двуредов, с ценна декоративна украса. В аязмото край църквата е запазена икона на Света мъченица Кириаки (Неделя), с надпис за дарителите Димитър Филипов и син Стоян и зографа Никола Иконописец от Дубница и годината 1875.
Църквата празнува на 9 септември.